# Daniel Greig
Daniel Greig (* 13. března 1991 Melbourne, Victoria) je australský rychlobruslař.
Původně se věnoval inline bruslení, prvních rychlobruslařských závodů se zúčastnil na konci roku 2008. Na začátku roku 2009 startoval na Mistrovství světa juniorů a ve Světovém poháru juniorů. Ve Světovém poháru se poprvé představil v prosinci 2009, v této sezóně debutoval i na seniorském Mistrovství světa ve sprintu, na juniorském světovém šampionátu se umístil nejlépe sedmý v závodě na 500 m. V dalších letech bylo jeho nejlepším umístěním 16. místo na distanci 1000 m na MS 2013. Největším úspěchem pro něj byl poté zisk bronzové medaile na sprinterském světovém šampionátu 2014. Zúčastnil se Zimních olympijských her 2014, kde se v závodě na 500 m umístil (po pádu v první jízdě) na 39. místě, na dvojnásobné distanci skončil na 22. příčce. Startoval také na ZOH 2018 (500 m – 21. místo, 1000 m – 22. místo).